# Distrito de Afrin
El distrito de Afrin (en árabe: عفرين‎ / ALA-LC: ‘Afrīn Kurdish: Efrina) es un distrito (mantiqah) de la gobernación de Alepo en Siria. En el censo de 2004 contaba con una población de 172.095 habitantes. La capital del distrito es la ciudad de Afrin.

## Divisiones
El distrito de Afrin se divide en 7 subdistritos o Nāḥiyas (población según el censo de 2004):